# Saulx-Marchais
Pour les articles homonymes, voir Saulx et Marchais.
Saulx-Marchais est une commune française située dans le département des Yvelines, en région Île-de-France.

## Géographie

### Situation
Saulx-Marchais se situe en plein cœur des Yvelines dans une grande plaine agricole.

### Hydrographie
La commune est traversée par l'Aqueduc de l'Avre.

### Communes limitrophes
| Marcq   |                | Beynes |
| Auteuil | Saulx-Marchais |        |
|         | Vicq           |        |

### Transports et voies de communications

#### Réseau routier
La commune est bordée par la D11.

#### Desserte ferroviaire
Les gares ferroviaires les plus proches de la commune sont celles de Beynes à 4,5 km, Montfort-l'Amaury - Méré et Villiers - Neauphle - Pontchartrain à 5,5 km.

#### Bus
La commune est desservie par les lignes 40, 45 et 51 du réseau de bus Centre et Sud Yvelines et par la ligne 78 du réseau de bus Île-de-France Ouest.

### Climat
Pour des articles plus généraux, voir Climat de l'Île-de-France et Climat des Yvelines.
En 2010, le climat de la commune est de type climat océanique dégradé des plaines du Centre et du Nord, selon une étude du CNRS s'appuyant sur une série de données couvrant la période 1971-2000. En 2020, Météo-France publie une typologie des climats de la France métropolitaine dans laquelle la commune est exposée à un climat océanique et est dans la région climatique Sud-ouest du bassin Parisien, caractérisée par une faible pluviométrie, notamment au printemps (120 à 150 mm) et un hiver froid (3,5 °C).
Pour la période 1971-2000, la température annuelle moyenne est de 10,6 °C, avec une amplitude thermique annuelle de 14,5 °C. Le cumul annuel moyen de précipitations est de 671 mm, avec 10,6 jours de précipitations en janvier et 7,9 jours en juillet. Pour la période 1991-2020, la température moyenne annuelle observée sur la station météorologique la plus proche, située sur la commune de Maule à 9 km à vol d'oiseau, est de 11,8 °C et le cumul annuel moyen de précipitations est de 677,0 mm,. Pour l'avenir, les paramètres climatiques de la commune estimés pour 2050 selon différents scénarios d'émission de gaz à effet de serre sont consultables sur un site dédié publié par Météo-France en novembre 2022.

## Urbanisme

### Typologie
Au 1er janvier 2024, Saulx-Marchais est catégorisée bourg rural, selon la nouvelle grille communale de densité à sept niveaux définie par l'Insee en 2022.
Elle est située hors unité urbaine. Par ailleurs la commune fait partie de l'aire d'attraction de Paris, dont elle est une commune de la couronne,. Cette aire regroupe 1 929 communes,.

### Occupation des solssimplifiée
Le territoire de la commune se compose en 2017 de 78,42 % d'espaces agricoles, forestiers et naturels, 5,48 % d'espaces ouverts artificialisés et 16,1 % d'espaces construits artificialisés.

## Toponymie
Le nom de la localité est attesté sous formes Salmarchès vers 1145, Samarches au XIIIe siècle, Sau-Marcheis, Saumarches, Saumarchée, Saut-Marché, Saumarchais .
Saulx : du gaulois salico (« saule »). Qu'il y ait poussé des saules ne doit pas étonner, c'est pourquoi la forme actuelle Saulx- évoque l'un des noms du saule, c'est-à-dire en ancien français saus (issu du latin salix). Il n'est cependant pas certain que le premier élément Sal- dans la forme ancienne du XIIe siècle représente bien le nom du saule.
D'un emprunt au germanique sont issus les mots marais et marchais, tous deux synonymes de « marécage, endroit bourbeux ». (...) Saulx-Marchais, au bord de la Mauldre, est un marchais.

## Histoire
Saulx-Marchais existait déjà durant la période féodale, suivant les différents vestiges trouvés (tessons de céramique, motte castrale...). Le villae a été ravagé par les Anglais, puis plusieurs fois par la peste à cause d'une mauvaise hygiène. En 1709, à la recherche d'une meilleure eau potable, les habitants ont accepté le don du chancelier de Pontchartrain d'une nouvelle église, autour de laquelle le village se reconstruira par la suite.

## Politique et administration
| Période                                  | Période  | Identité          | Étiquette | Qualité |
| ---------------------------------------- | -------- | ----------------- | --------- | ------- |
| Les données manquantes sont à compléter. |          |                   |           |         |
| 2001                                     | 2014     | Denis Gardera     | DVG       |         |
| 2014                                     | 2016     | Gaëtan Defives    |           |         |
| 2016                                     | En cours | Jacques Chaumette |           |         |

## Population et société

### Démographie

#### Évolution démographique
L'évolution du nombre d'habitants est connue à travers les recensements de la population effectués dans la commune depuis 1793. Pour les communes de moins de 10 000 habitants, une enquête de recensement portant sur toute la population est réalisée tous les cinq ans, les populations de référence des années intermédiaires étant quant à elles estimées par interpolation ou extrapolation. Pour la commune, le premier recensement exhaustif entrant dans le cadre du nouveau dispositif a été réalisé en 2008.

En 2022, la commune comptait 956 habitants, en évolution de +3,02 % par rapport à 2016 (Yvelines : +2,72 %, France hors Mayotte : +2,11 %).
| 1793 | 1800 | 1806 | 1821 | 1831 | 1836 | 1841 | 1846 | 1851 |
| ---- | ---- | ---- | ---- | ---- | ---- | ---- | ---- | ---- |
| 310  | 333  | 305  | 303  | 280  | 278  | 273  | 273  | 280  |

| 1856 | 1861 | 1866 | 1872 | 1876 | 1881 | 1886 | 1891 | 1896 |
| ---- | ---- | ---- | ---- | ---- | ---- | ---- | ---- | ---- |
| 258  | 240  | 229  | 226  | 209  | 210  | 198  | 224  | 221  |

| 1901 | 1906 | 1911 | 1921 | 1926 | 1931 | 1936 | 1946 | 1954 |
| ---- | ---- | ---- | ---- | ---- | ---- | ---- | ---- | ---- |
| 226  | 229  | 233  | 209  | 240  | 230  | 205  | 232  | 256  |

| 1962 | 1968 | 1975 | 1982 | 1990 | 1999 | 2006 | 2008 | 2013 |
| ---- | ---- | ---- | ---- | ---- | ---- | ---- | ---- | ---- |
| 261  | 300  | 346  | 402  | 506  | 600  | 784  | 836  | 915  |

| 2018 | 2022 | - | - | - | - | - | - | - |
| ---- | ---- | - | - | - | - | - | - | - |
| 946  | 956  | - | - | - | - | - | - | - |

#### Pyramide des âges
En 2018, le taux de personnes d'un âge inférieur à 30 ans s'élève à 39,9 %, soit au-dessus de la moyenne départementale (38,0 %). À l'inverse, le taux de personnes d'âge supérieur à 60 ans est de 16,2 % la même année, alors qu'il est de 21,7 % au niveau départemental.
En 2018, la commune comptait 496 hommes pour 450 femmes, soit un taux de 52,43 % d'hommes, largement supérieur au taux départemental (48,68 %).
Les pyramides des âges de la commune et du département s'établissent comme suit.
| Hommes | Classe d’âge | Femmes |
| ------ | ------------ | ------ |
| 0,0    | 90 ou +      | 0,2    |
| 3,2    | 75-89 ans    | 3,6    |
| 11,3   | 60-74 ans    | 14,2   |
| 21,6   | 45-59 ans    | 24,2   |
| 20,4   | 30-44 ans    | 22,0   |
| 21,2   | 15-29 ans    | 15,1   |
| 22,4   | 0-14 ans     | 20,7   |

| Hommes | Classe d’âge | Femmes |
| ------ | ------------ | ------ |
| 0,6    | 90 ou +      | 1,4    |
| 6      | 75-89 ans    | 7,8    |
| 13,5   | 60-74 ans    | 14,8   |
| 20,7   | 45-59 ans    | 20,1   |
| 19,6   | 30-44 ans    | 19,9   |
| 18,5   | 15-29 ans    | 16,8   |
| 21,2   | 0-14 ans     | 19,2   |

### Enseignement
La commune possède une école primaire publique.

## Économie
La commune principalement résidentielle, est partiellement basée sur l'artisanat et l'agriculture.

## Culture locale et patrimoine

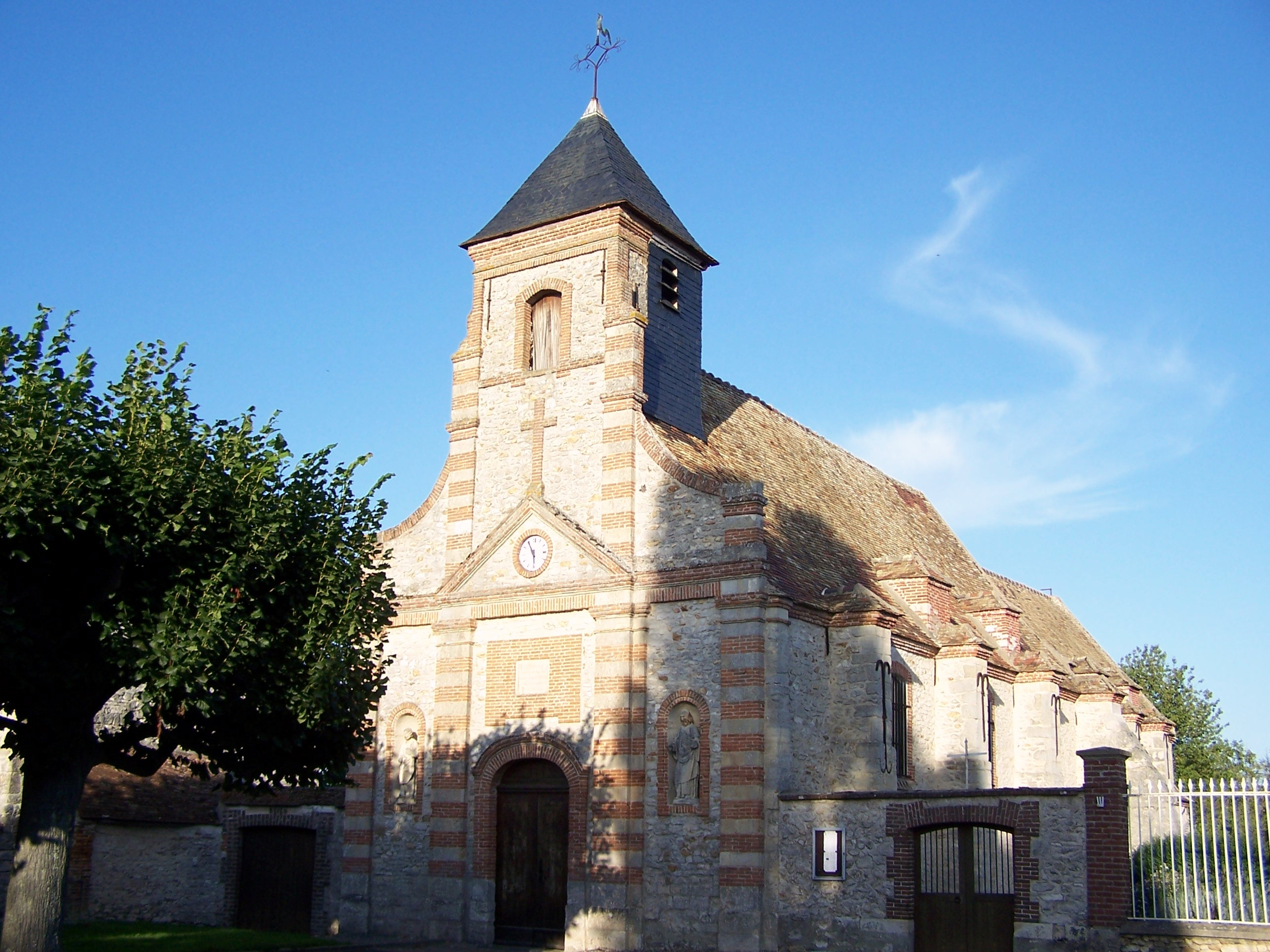
L'église Saint-Pierre-et-Saint-Paul.

### Lieux et monuments
- Église Saint-Pierre-et-Saint-Paul.

Édifice en pierres et briques construit en 1718 par l'architecte François Romain. Inscrit à l'inventaire des monuments historiques par décret du 26 avril 1999.

### Personnalités liées à la commune
Marc Dubois, commandant de bord du vol AF447 résidait dans la commune.

### Héraldique
| Blason de Saulx-Marchais | Blason  | Tiercé en pairle renversé : au 1er d'or à la grappe de raisin de pourpre feuillée de sinople, au 2e d'argent au chêne de sinople, au 3e d'azur à l'aqueduc alésé de trois arches d'argent soutenu de deux filets alésés et ondés en fasce du même ; sur le tout, de gueules au lion d'argent. |
| Blason de Saulx-Marchais | Détails | Adopté par la municipalité en 2016. |